# Pahi (Tanzania)
Pahi è una circoscrizione rurale (rural ward) della Tanzania situata nel distretto di Kondoa, regione di Dodoma. Conta una popolazione di 13 944 abitanti (censimento 2012).